# 章以善
章以善，浙江新昌人，明朝初年政治人物，永樂甲申進士。
永樂二年（1404年）甲申科進士，任河南杞縣知縣，官至惠州府知府。